# Zoonavena thomensis
El vencejo de Santo Tomé o rabitojo de Santo Tomé o de Sao Thome (Zoonavena thomensis) es una especie de ave apodiforme de la familia Apodidae.

## Distribución
Es endémica de Santo Tomé y Príncipe.